# 安西玲奈
安西 玲奈（あんざい れな、1994年3月10日 - ）は、日本のグラビアアイドル。
茨城県出身。ASCHE所属。

## 経歴
2013年にデビューし、3月に初DVD『ミルキー・グラマー』を発売。その後、初めて訪れたバリで撮影をおこなった2枚目のDVD『れなの告白』が発売される。同年、3枚目となるDVD『れな先生のはじめて』が発売される。

## 人物
事務所の先輩の森下悠里から水着をもらったことがある。

## 作品

### DVD
- ミルキー・グラマー（2013年4月26日、竹書房）
- れなの告白（2013年7月25日、イーネット・フロンティア）
- れな先生のはじめて（2013年11月21日、ギルド）